# 남아메리카의 교통
남아메리카의 교통은 종합적인 체계가 이루어지지 않고 지역간의 연결이 매우 부족하다.

## 철도
철도의 건설은 원래 지역간의 연결을 위한 것이 아니라 농산품과 광물 및 임산자원의 수출을 위해 항구에서 내륙으로 뻗어 있다. 철도의 밀집지역은 대항구를 중심으로 동부 브라질과 아르헨티나 및 페루 지역이며, 내륙에는 거의 존재하지 않는다. 브라질의 철도 총연장은 3만 3,484km이고 아르헨티나는 4만 4,246km이나 대부분 단선철도이다. 아르헨티나의 철도망은 남아메리카에서는 가장 잘 정비되어 있으며 세계에서도 유수한 철도망으로 손꼽힌다. 콜롬비아는 3,500km, 칠레는 1만 100km이다.

## 도로
도로는 인구가 조밀한 해안지역의 대도시를 중심으로 발달하여 내륙과의 연결성은 희박하다. 그리고 지방간의 도로는 거의 포장되어 있지 않다. 도로 연장은 브라질과 아르헨티나가 각각 131만 2,700km, 30만 9,000km이다. 팬아메리칸 고속도로가 에콰도르 - 콜롬비아 -  베네수엘라를 이어주고 있다. 콜롬비아의 포장도로는 3,500km이다. 베네수엘라는 도로가 발달하여, 4만 7,720km가 완전 포장되어 있다. 칠레의 도로는 7만 6,595km이다.

## 해상 및 하천
철도와 도로가 주로 해안과 밀접한 관계를 가지는 반면, 대륙의 내부 지역을 연결하는 교통 수단은 하천이 담당한다. 특히 아마존강과 그 지류는 내륙의 교통 소통에 큰 역할을 담당한다. 콜롬비아는 53척의 상선(商船)을 보유하고 있다.

## 항공
한편, 항공교통은 남아메리카에서 많이 보급되어 있다. 철도와 도로망의 불비로 지역간의 연결은 주로 항공 교통이 담당하고 있는 점이 타대륙과 다른 점이다. 브라질은 넓은 국토에 비해 철도와 도로가 부족하여 항공업의 발달을 촉구하여, 항공이 중요한 교통수단이 되고 있다. 콜롬비아의 주요 공항은 보고타의 엘도라도 국제공항이다. 몇몇 국내선(Avianca, AeroRepública, AIRES , SATENA and EasyFly)과 국제선(Iberia, American Airlines, Varig, Copa, Continental, Delta, Air Canada, Air France, Aerolineas Argentinas, Aerogal, TAME, TACA 등)이 엘도라도에서 취항하고 있다. 이 공항은 아메리카와 콜롬비아의 중심에 위치하고 있어서 국내외 항공 운송 뿐만 아니라 국내 육상 운송에도 선호된다. 칠레의 항공은 국영회사에 의해 운영되며, 산티아고와 안토파가스타에 국제공항이 있다.

## 국가별 교통

### 브라질
브라질의 철도·도로의 대부분이 대서양 연안지대에 집중하고 있어, 내륙 지방은 교통의 장애가 되고 있다. 1960년대에 들어와서 신수도 브라질리아의 건설과 병행하여 간선 도로망을 건설 확대하고 있으나, 전체적으로는 철도·도로가 미발달이라고 하겠다. 브라질의 철도 총연장은 3만 3,484km이고 포장도로는 131만 2,700km이다. 한편으로는 넓은 국토에 비해 철도와 도로가 부족하여 항공업의 발달을 촉구하여, 브라질에서는 항공이 중요한 교통수단이 되고 있다. 아르헨티나에서도 항공이 발달하여, 중요한 교통수단이 되고 있다.아마존강과 그 지류는 내륙의 교통 소통에 큰 역할을 담당한다.

### 아르헨티나
아르헨티나의 교통 인프라는 비교적 우수한 편이다. 넓은 국토를 가진 아르헨티나는 교통도 필연적으로 발달하고 있다. 23만 km의 도로 중 72,000km는 포장 도로이며, 1,575km는 고속도로이다. 철도는 연장거리 4만 5,000km 에 달하여 부에노스아이레스를 중핵(中核)으로 하여 남아메리카에서는 가장 잘 정비되어 있으며 세계에서도 유수한 철도망으로 손꼽힌다. 항공 또한 발달하여, 중요한 교통수단이 되고 있다.

### 콜롬비아
콜롬비아에는 국가 도로망이 있으며 교통부 산하 국립도로공사(INVIAS, Instituto Nacional de Vías)가 운영하고 있다. 판아메리카 고속도로가 콜롬비아를 지나 동쪽의 베네수엘라와 남쪽의 에콰도르를 이어주고 있다. 육상교통은 그다지 발달하지 않았다.  철도는 연장 3,500km, 포장도로도 3,500km에 불과하다.

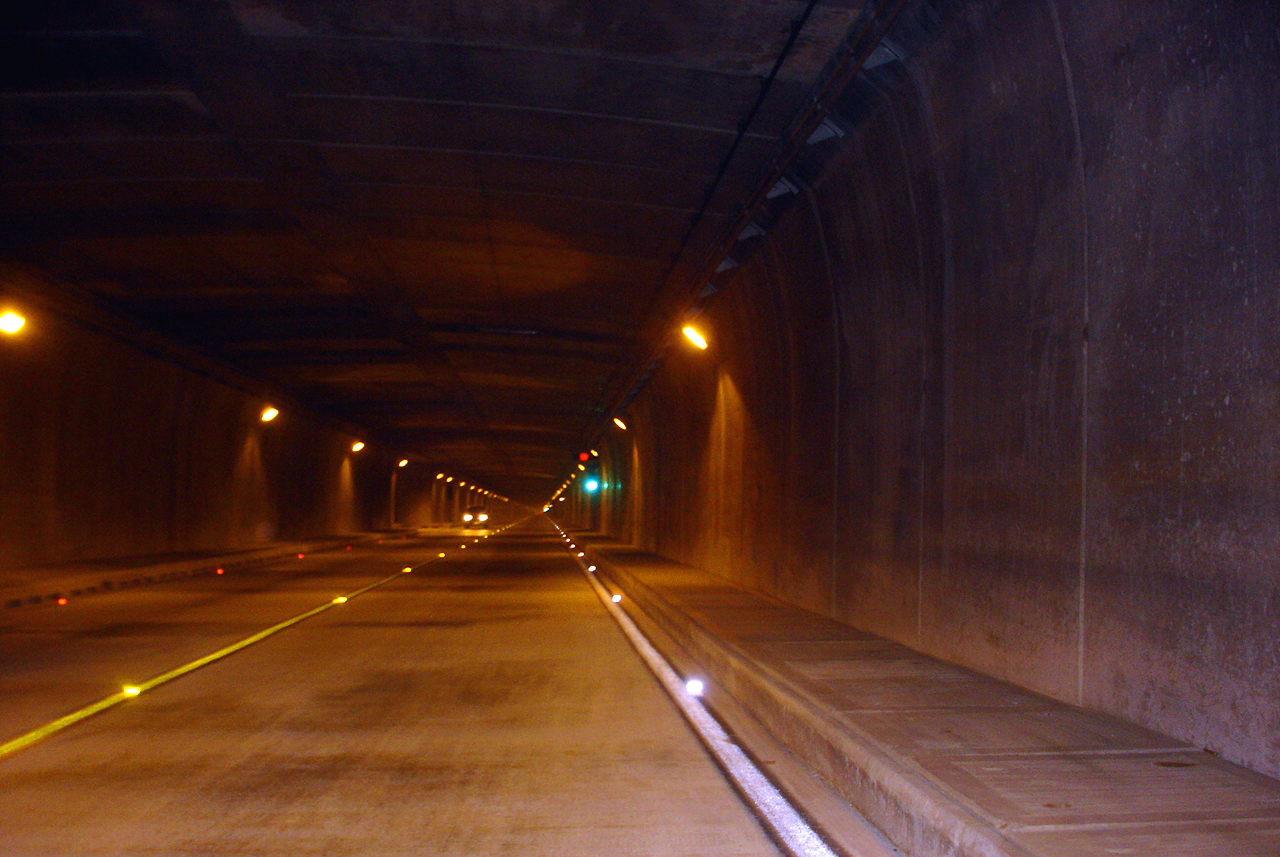
안키오키아 주의 옥시덴테 터널.

콜롬비아의 주요 공항은 보고타의 엘도라도 국제공항이다. 몇몇 국내선(Avianca, AeroRepública, AIRES , SATENA and EasyFly)과 국제선(Iberia, American Airlines, Varig, Copa, Continental, Delta, Air Canada, Air France, Aerolineas Argentinas, Aerogal, TAME, TACA 등)이 엘도라도에서 취항하고 있다. 이 공항은 아메리카와 콜롬비아의 중심에 위치하고 있어서 국내외 항공 운송 뿐만 아니라 국내 육상 운송에도 선호된다.
해상교통은 비교적 발달하여, 53척의 상선(商船)을 보유하고 있다.

### 베네수엘라
철도는 그다지 발달하지 않았으나 도로가 발달하여, 4만 7,720km가 완전 포장되어 있다.

### 칠레
남북으로 길쭉한 칠레에서는 철도·도로·연안 항로가 남북부를 연결한다. 동시에 높은 안데스 산맥을 넘어 볼리비아·아르헨티나와도 철도·도로로 연결된다. 철도는 전장 1만 100km, 도로는 7만 6,595km에 달한다. 항공은 국영회사에 의해 운영되며, 산티아고와 안토파가스타에 국제공항이 있다.